# INEOS België
INEOS (België) omvat elf vestigingen in België van de Britse chemiereus INEOS, gelegen in het Antwerpse (Berendrecht-Zandvliet-Lillo, Doel, Zwijndrecht), Geel, Brussel, Feluy en Jemeppe-sur-Sambre.

## Geschiedenis
INEOS ontstond in België: het bedrijf werd in 1997 opgericht bij wijze van managementbuy-out van de voormalige BP-site in Antwerpen, en is intussen uitgegroeid tot een van de  belangrijkste chemische multinationals.

## Structuur
De Belgische vestigingen zijn ingedeeld bij verschillende vennootschappen, en behoren tot meerdere divisies binnen de INEOS Group. In België geregistreerde vennootschappen zijn onder meer INEOS NV (oxides, Zwijndrecht), INEOS Manufacturing NV (O&P North, Geel), INEOS Feluy SPRL (oligomeren, Feluy), INEOS Phenol Belgium NV (fenol, Beveren-Doel), INEOS Technology Polyolefins (polyolefinen, Neder-over-Heembeek), INOVYN, (Lillo) en INEOS Belgium Holdco NV (Neder-over-Heembeek).

## Vestigingen

### Regio Antwerpen

#### Doel
De installaties in Doel voor de productie van fenol werden gebouwd in 1992, en in 2001 overgenomen door INEOS. In januari 2020 brak in de fabriek een langdurig sociaal conflict uit, dat op 24 februari werd beëindigd. In 2021 zetten Ineos en Engie een gezamenlijk proefproject op voor de geleidelijke vervanging van aardgas door waterstof, in een warmte-krachtkoppeling-centrale.

#### Lillo
In de vestigingen van INOVYN te Lillo wordt chloor, natronloog, kaliumhydroxide en waterstof geproduceerd voor gebruik door INOVYN, en polyetheen en polymeren voor gebruik door INEOS Olefins & Polymers.

#### Project ONE (Lillo)
In juli 2018 kondigde de Britse chemiereus aan “ergens aan de kust in Noordwest-Europa” twee fabrieken te willen bouwen om Amerikaans schaliegas om te zetten in grondstoffen voor de plasticindustrie. Daarvoor kwamen de havens van Antwerpen en Rotterdam in aanmerking. Grondstoffen voor plastics werden tot nu toe vooral gewonnen via het kraken van nafta, een aardolieproduct. Maar door het hoge ethaangehalte van het Amerikaans schaliegas kreeg de plasticindustrie nu een goedkope grondstof aangeboden, waardoor een ethaankraker rendabel kon worden.
Op 15 januari 2019 maakte INEOS bekend dat het voor Antwerpen koos, en er voor € 3 miljard twee nieuwe installaties ging bouwen in de haven. Het betreft een ethaangaskraker, die ethaangas omzet in ethyleen, een chemische basisgrondstof, en een fabriek voor propaandehydrogenatie (PDH). In deze laatste fabriek wordt propaangas omgezet in propyleen voor de plasticindustrie.
De Antwerpse gaskraker zou de eerste zijn die in 20 jaar in Europa gebouwd gaat worden. De twee fabrieken moeten tegen 2024 operationeel zijn, en werk verschaffen voor zo'n 400 voltijdse arbeidskrachten. Het project werd op 11 februari 2020 door de Vlaamse overheid gelauwerd met de Exceptional Investment Trophy.
Volgens milieugroepen zou de keuze van Ineos voor Antwerpen mede ingegeven zijn door de strengere klimaateisen die Nederland stelt (49% reductie van CO2-uitstoot in 2030). Ook het Oostenrijkse Borealis zou om die reden voor 1 miljard euro willen investeren in Antwerpen en niet in de Rotterdamse Botlek. Een andere factor zijn de mogelijk gunstige voorwaarden die INEOS heeft verkregen in onderhandelingen met het Antwerpse Havenbedrijf en Flanders Investment and Trade. Een verzoek tot openbaarmaking van de betrokken documenten, in 2019 ingediend door Rob Buurman, werd door de onderhandelaars afgewezen, maar door de beroepsinstantie openbaarheid van bestuur deels ontvankelijk verklaard. De onderhandelaars kunnen zich hiertegen echter nog verzetten.
Het is echter nog niet zeker of het project finaal doorgaat. Antwerps milieuschepen Tom Meeuws zei immers “ambitieuze milieuvoorwaarden” te willen onderhandelen, en wees erop dat Ineos voor het project sowieso nog een milieueffectrapport (MER) moet opmaken en een omgevingsvergunning verkrijgen, waarbij Stad Antwerpen mogelijk bijkomende voorwaarden oplegt. Ook de economische leefbaarheid staat ter discussie. Volgens CEO Jim Ratcliffe is de afzet van de ethaankraker verzekerd, aangezien de producten intern in het concern worden verwerkt. Maar klimaateconomen twijfelen, niet alleen aan de rendabiliteit van schaliegas, maar ook omdat de afzet van plastics in de toekomst kan krimpen, en de CO2-uitstoot van het bedrijf niet spoort met de ambitie van de Antwerpse haven om tegen 2050 klimaatneutraal te worden. INEOS countert het CO2-bezwaar met de melding dat Project ONE klaar zal zijn voor CO2-opvang “wanneer een doorbraak in deze technologie wordt bereikt”, maar ook daarover zijn twijfels gerezen.
Tegen de vestiging zijn ook bezwaren geuit door milieu- en natuurverenigingen, los van de hoge CO2-uitstoot van de installaties. Bijna 50 hectare aan bos en natuurgebied moet immers wijken. Dit argument is echter omstreden omdat op de gewestplannen deze gronden al jaren staan ingeschreven als industriegebied. De nu aanwezige begroeiing is een gevolg van het jarenlang braak liggen van deze terreinen. Wettelijk zou die ontbossing kunnen gecompenseerd worden door nieuw groen elders, maar toen bleek dat de lokale afdeling van Natuurpunt een natuurwaarde-inventaris maakte van het terrein dat Ineos wil kappen, en daarbij een gift van 180.000 euro zou krijgen van Ineos, oogstte de vereniging veel kritiek. Ook vanwege burgerverenigingen StRaten-generaal en Antwerpen Schalievrij liepen bezwaarschriften binnen, en werden acties op het getouw gezet, onder meer een symbolische bezetting van de terreinen op 3 oktober 2020. Op 28 oktober 2020 liet minister Demir weten een omgevingsvergunning voor het project te zullen toekennen. Dat gebeurde effectief op 9 juni 2022, waarop milieugroepen gerechtelijke stappen aankondigden.
Op 15 december 2022 gingen de bovengrondse werken voor Project One van start. De investeringskosten zouden wel tot vier miljard euro zijn opgelopen. De opstart van de omstreden fabriek, die 450 directe jobs moet opleveren. is voorzien voor 2026.
Op 20 juli 2023 werd bekendgemaakt dat De Raad voor Vergunningsbetwistingen de omgevingsvergunning had vernietigd. Er werd beroep aangetekend door veertien verenigingen en door de Nederlandse provincies Noord-Brabant en Zeeland. De Raad voor Vergunningsbetwistingen gaf de Nederlandse provincie Noord-Brabant gelijk in verband met de uitstoot van stikstof en de impact hiervan op natuurgebied. De Vlaamse regering kreeg zes maanden de tijd om opnieuw over de vergunningsaanvraag te beslissen. Begin januari 2024 verleende minister Demir een voorwaardelijke vergunning, zodat de werken hervat werden. Milieuverenigingen wezen op de onregelmatigheden bij het verlenen van de vergunning. Onverwacht leverde minister Zuhal Demir (N-VA) eind juli 2024 een nieuwe omgevingsvergunning af: “er is nu meer juridische zekerheid”, maar de actiegroepen reageerden verrast. Medio februari 2025 stopten de Nederlandse provincies de juridische procedures tegen de bouw van de Project One-fabriek. Eind februari 2025 stelden een dozijn milieuorganisaties voor de vierde keer beroep in tegen de bouw van de fabriek, ditmaal vanwege de volledige impact van plastics op het klimaat, eerder dan vanwege de lokale uitstoot.

#### Zandvliet
Deze fabriek is gelegen op de site van BASF Antwerpen te Zandvliet, en werd al in 1964 opgericht. De productie omvat polystyreen, ethylbenzeen en styreen.

#### Zwijndrecht
In Zwijndrecht ligt een oxide-installatie, met sedert 2013 een diepzeeterminal voor de aanvoer van ethyleen, dat nadien wordt overgeladen via de ARG-ethyleenleiding. Deze verbindt Antwerpen met Keulen en het Ruhrgebied. Op 19 juli 2020 arriveerde in Zwijndrecht een lading gekoelde ethyleen, aan boord van de JS Ineos Innovation, een vervuilend schip volgens milieugroepen, maar het bedrijf sprak dat tegen.

### Geel-Laakdal
De fabriek in Geel, deels Laakdal, voor Polypropeen werd in 1996 opgestart door Amoco Chemicals, dat later fusioneerde met BP, alvorens het door INEOS werd overgenomen. De vestiging behaalde de ISO 9001 (kwaliteitsmanagement) en ISO 14001 (milieumanagement) certificeringen. In juli 2020 raakte bekend dat Ineos de hele BP-site langs de E 313 overnam. Het gaat om een van de grootste productiesites voor paraxyleen ter wereld, met bijna 400 werknemers. Voor de productiesite, Ineos Aromatics, gaf de Antwerpse deputatie in april 2022 een nieuwe omgevingsvergunning, weliswaar onder milieuvoorwaarden. BBL en Natuurpunt dienden hiertegen bezwaar in, vooral vanwege het lozen van kobalt in de Grote Nete. Eind augustus 2024 vernietigde de Raad voor Vergunningsbetwistingen de omgevingsvergunning die door minister Zuhal Demir in 2023 was afgegeven, vanwege onvoldoende lozingsnormen voor kobalt, waardoor de waterkwaliteit van de Grote Nete in het gedrang komt.

### Brussel
Hier is, in Neder-Over-Heembeek, INEOS Belgium Holdco NV gevestigd, een in 2005 opgerichte vennootschap voor interne financiële dienstverlening.

### Feluy
INEOS Oligomers in Feluy, ten zuiden van Brussel, is de grootste West-Europese producent van lineaire alfa-olefinen (LAO). De eerste bedrijfseenheid werd in 1976 door Ethyl Corporation gebouwd. In 1991 startte een eenheid voor poly-alfa-olefinen (PAO), in 1992 een LAO-eenheid.

### Jemeppe-sur-Sambre
Reeds in 1897 voerde deze fabriek in Jemeppe-sur-Sambre (Namen) elektrolyse van zout uit, voor de productie van bijtende soda. In 1949 werd de productie van pvc opgestart, en in 1959 waterstofperoxide. De site produceerde in 2019 meer dan anderhalf miljoen ton chemicaliën per jaar, waaronder zout, waterstof, natriumhypochloriet, chloor, bijtende soda, VCM en pvc. De site is een van de grootste producenten in Europa van pvc, voor onder meer de bouw, de auto-industrie en leidingen.